# Isabel de Habsburgo, Duquesa de Lorena
Isabel de Habsburgo (Viena, c. 1285-Nancy, 19 de mayo de 1353), también conocida como Isabelle, fue duquesa consorte de Lorena, y regente de Lorena durante la minoría de su hijo desde 1329 hasta 1331. 

## Biografía
Isabel fue la décima de los doce hijos de Alberto I de Habsburgo y de su esposa, Isabel de Tirol. Fue la hermana de Rodolfo I de Bohemia, Federico de Habsburgo, el Hermoso, Leopoldo I de Habsburgo, Alberto II de Austria, Otón de Austria, Inés de Habsburgo y Ana de Habsburgo.

### Duquesa de Lorena
Isabel fue comprometida en la infancia con uno de los hijos de Felipe IV de Francia, para que Alberto I pueda fortalecer sus lazos con Francia. El 25 de mayo de 1300, el hermano mayor de Isabel, Rodolfo I de Bohemia, contrajo matrimonio con Blanca de Francia, hija de Felipe III. Después de este matrimonio, el compromiso de Isabel con uno de los hijos del rey se disolvió.
Fue casada con Federico IV de Lorena. El contrato matrimonial se firmó el 6 de agosto de 1306, y se casaron en 1307. Isabel se convirtió en duquesa de Lorena en 1312 y Federico apoyó al hermano de su esposa, Federico de Habsburgo, para que se convierta en emperador del Sacro Imperio Romano Germánico. El marido de Isabel fue capturado en la batalla de Mühldorf, dónde luchó por su cuñado, y fue liberado por el rey de Francia. Isabel era conocida como Isabelle en Lorena.

### Regencia
Federico murió en 1329. Su hijo Rodolfo heredó Lorena, e Isabel se convirtió en su regente. Su regencia duró desde 1329 hasta 1331. Rodolfo contrajo matrimonio a los diez años con Leonor de Bar, y nombró a su suegro, Eduardo I de Bar, como regente de Lorena en lugar de Isabel.
Ella murió en Nancy, capital del ducado de Lorena, el 19 de mayo de 1353 y fue enterrada en el cementerio del monasterio de Königsfelden, en el condado de Tirol.

## Descendencia
Isabel y Federico estuvieron casados por veintidós años, y tuvieron seis hijos:
- Rodolfo (1320-26 de agosto de 1346), sucedió a su padre como duque de Lorena.
- Federico, conde de Lunéville.
- Margarita (murió el 9 de agosto de 1376), casada con Jean de Chalon, señor de Auberive (murió en 1350); luego con Conrado, conde de Friburgo; y finalmente con Ulrico (murió en 1377), señor de Rappoltstein.
- Inés (murió joven).
- Teobaldo (murió joven).
- Alberto (murió joven).

Muchos de los hijos del matrimonio murieron en la infancia, sólo Rodolfo y Margarita llegaron a edad adulta.